# 쿨엔조이

쿨엔조이의 로고.

쿨엔조이는 2006년 3월에 정식 출범한 하드웨어 쿨링, 케이스, 튜닝 정보 기반의 대한민국의 인터넷 커뮤니티다.
출범 당시 국내 유일 쿨링 관련 하드웨어 커뮤니티였으며, 2010년까지 케이스, 쿨링 위주의 특정 제품에 대한 하드웨어 커뮤니티였으나, 2011년 다양한 하드웨어 관련 게시판이 마련되어 컴퓨터의 전반적인 하드웨어를 다루는 종합 하드웨어 사이트로 진화하게 되었다. 또한 쿨링, 케이스, 튜닝 관련 정보에서 많은 교류가 이루어지고 있고, 특별한 큰 이슈 없이 꾸준히 성장했다.

## 사이트 약력
- 2006년 3월 오픈
- 2006년 4월 쿨엔조이(coolenjoy.net) 도메인 확정
- 2006년 11월 회원수 1,000명
- 2007년 4월 cooln.kr 추가 도메인 등록
- 2008년 1월 회원수 5,000명
- 2008년 2월 누적 순수 방문자 100만
- 2009년 1월 회원수 10,000명, 누적 순수 방문자 170만명, 누적 일반 방문자 500만
- 2010년 1월 회원수 20,000여명
- 2011년 1월 회원수 40,000여명
- 2012년 1월 회원수 55,000여명
- 2014년 10월 회원수 126,000여명
- 2014년 경기도 부천시 원미구 중동 사무실 이전
- 2015년 2월 회원수 150,000 여명

## 특징
컴퓨터 하드웨어가 주된 내용이다 보니 남성 회원이 많으며, 합리적인 부품 구매에 대한 관심이 많다.
쿨엔조이에는 유저들의 여러 친목당이 존재한다.

### 검증된 정보 제공
- 쿨엔 리뷰 : 하드웨어 최신 정보 및 유저가 관심이 큰 제품들의 하드웨어 리뷰 제공
- 인기제품 DB : 쿨엔조이 회원들 사이에서 인기가 많은 제품의 정보 및 해당 제품의 성능을 제공 [해당 게시판은 현재 사용하지 않는다.]
- 뉴스/신제품 : 하드웨어 관련 정보 및 신제품 출시 등 업계에 관련된 이야기와 해외 하드웨어 소식을 제공
- 하드웨어 통계 : 회원들이 등록한 실제 사용 중인 시스템 정보를 바탕으로 매 주차별 인기 제품을 통계 [해당 게시판은 현재 사용하지 않는다.]
- 하드웨어 성능표 : 쿨링 및 VGA의 성능을 다양한 측면에서 분석하여 그래프로 산출한 정보 제공 [해당 게시판은 현재 사용하지 않는다.]
- 3DMARK DB 게시판 : VGA와 CPU의 성능에 따른 3DMARK 벤치마크의 결과물을 정확히 제공
- 초심자 가이드 : 쿨엔조이 운영진들이 컴퓨터에 관한 기초적인 지식과 가이드에 관한 정보 제공, 이 게시판은 다른 게시판과 달리 운영진만 글을 작성할 수 있다.

### 회원 커뮤니티 요소
- 특가 존 및 이벤트 : 공동 구매 및 신제품 필드 테스트, 제조사측의 특별 이벤트 등을 통한 할인 혜택[1]
- 지름, 알뜰정보 : 회원들이 알고 있는 이벤트 소식 및 보다 저렴하게 제품을 구입할 수 있는 방법 등을 공유
- 드립니다, 회원장터 : 회원들이 소유하고 있는 제품을 필요한 회원에게 무료로 양도하거나 판매함으로 회원들간의 자유로운 시장 형성
- 시스템 감상 및 개조/자작 갤러리 : 회원들이 자신의 성향에 맞춰 주변 기기 및 시스템을 직접 개조하거나 직접 제작하여 다른 회원들과 공유하고 구성한 컴퓨터 시스템을 서로 소개하는 공간
- 다양한 단축키 제공을 통한 사이트 내 카테고리 이동 용이

## 같이 보기
- 파코즈
- 플레이웨어즈
- 퀘이사존